# Artur Cimirro
Artur Cimirro (Bagé, 30 de setembro de 1982) é um pianista, compositor e crítico de arte brasileiro.

## Biografia
Nascido em Bagé, Rio Grande do Sul, Brasil, Artur Cimirro iniciou seus estudos em 1995 com o violão e a partir de 2001 dedicou-se apenas ao piano. Cimirro teve aulas com Leandro Menezes Faber e participou de master classes com vários pianistas.
Artur Cimirro tem feito recitais no Brasil e em outros países como Espanha, Alemanha, França, Suíça. Polônia, Bulgária, Nova Zelândia e Austrália convidado por Universidades de Música e Festivais Internacionais
Durante seus estudos Artur Cimirro desenvolveu uma técnica interpretativa que é chamada de "Sistema Científico de Interpretação" onde as obras são analisadas levando em consideração os fatores históricos que envolvem compositor e obra, com uma fidelidade à leitura da partitura nos eu contexto composicional.
Como compositor, Artur Cimirro é influenciado pelas diferentes linguagens de compositores/pianistas como Franz Liszt, Leopold Godowsky, Ferrucio Busoni, Kaikhosru Sorabji.
Dentre as obras de Cimirro contam uma Sonata para piano (seu Op. 3) que dura cerca de 2 horas para ser executada em seus 6 movimentos bem como obras sinfônicas incluindo dois Poemas Sinfônicos (sendo o n.º 1 "A Máscara da Morte Escarlate" baseado em conto homônimo de Edgar Alan Poe e o No.2 "Curupira").
No presente momento uma ópera chamada "O Rei dos Judeus", com texto em Aramaico, baseada na vida de Jesus Cristo está sendo composta por Cimirro.
Além disso, Cimirro fez seu segundo grupo de "Prelúdios Excêntricos Op.13" especialmente para os pianos de 102 teclas criados pela empresa Stuart & Sons e também foi o primeiro compositor no mundo a fazer obras para os pianos de 108 teclas (Começando em um dó abaixo do lá grave dos pianos de 88 teclas e terminando em um si acima do dó agudo - 8 oitavas para cada tecla), idealização recente de Wayne Stuart.
Cimirro foi o primeiro estrangeiro a vencer na Polônia o “V Konkurs na Projekt Nagraniowy Zapomniana Muzyka Polska”, em 2008, com o projeto de gravação de CDs com a obra completa do compositor Carl Tausig (1841-1871).
Desde então críticos especializados de música tem o comparado aos maiores ícones do virtuosismo pianístico como Liszt, Godowsky, Cziffra e Horowitz. Devido às suas transcrições e paráfrases Cimirro também foi chamado de "A Reencarnação de Liszt".
Em Maio de 2010 Artur Cimirro recebeu no Rio Grande do Sul o troféu "Bravo - Álvaro Godoy" em reconhecimento a sua trajetória como pianista pelo mundo.
Em 2011 foi convidado pela Stuart & Sons Handcrafted Pianos a fazer gravações e concertos na Austrália, o resultado desta turnê foi o CD e DVD "Artur Cimirro plays Stuart & Sons in Terra Australis".
Artur Cimirro foi também o primeiro pianista internacional a tocar no maior piano do mundo, um piano de 5,7 metros feito por Adriann Mann, um jovem neo-zelandês de 23 anos, fazendo dois concertos especiais em uma fazenda na zona rural da cidade de Timaru (Nova Zelândia).
Artur Cimirro é dono do blogue Opus Dissonus onde atua como crítico de arte.

## Composições
OBRAS COM NÚMERO DE OPUS
- Op.01 8 Estudos para piano
- Op.02 Reminiscências de Carmina Burana para piano
- Op.03 Sonata para piano (com 108 teclas)
- Op.04 Variações em forma de estudo sobre 'Dies Irae' para piano
- Op.05 Noturno No.1 para piano
- Op.06 Prelúdio, Passacaglia & Chacona para piano
- Op.07 Homenagem à Cziffra - 6 Paráfrases de Concerto sobre temas famosos para piano
- Op.08 3 Prelúdios Excêntricos para piano
- Op.09 Tocata, Intermezzo & Romance para piano/mão esquerda solo
- Op.10 2 Scherzi para piano
- Op.11 Noturno No.2 para piano
- Op.12 4 Peças Românticas para piano
- Op.13 Prelúdios Excêntricos para piano (com 102 teclas - pianos Stuart & Sons)
- Op.14 Tocata Quântica para piano
- Op.15 Noturno Sinfônico para orquestra
- Op.16 A Máscara da Morte Escarlate - Poema Sinfônico No.1 para orquestra
- Op.17 Exu para orquestra
- Op.18 Curupira - Poema Sinfônico No.2 para orquestra
- Op.19 Noturno No.3 para piano
- Op.20 Prelúdios Excêntricos para piano (com 108 teclas)
- Op.21 Fleurs du Mal (d'aprês Baudelaire) para piano e voz
- Op.22 Lampião - O Herói do Cangaço - Poema Sinfônico No.3 para orquestra
- Op.23 Requiem para Coral para côro SSAATTBB
- Op.24 Quarteto de Cordas para 2 violinos, viola e violoncello
- Op.25 Fantasia para piano, orquestra e coral
- Op.26 Noturno No.4 para piano
- Op.27 3 Estudos para violão para violão
- Op.28 14 Canções de Shakespeare para piano e voz
- Op.29 4 Canções Brasileiras para piano e voz
- Op.30 As Estações Meridionais - 12 peças para piano
- Op.31 Saci-Pererê - Poema Sinfônico No.4 para orquestra
- Op.32 Sonatina para violino e piano
- Op.33 Rei dos Judeus - Opera em um ato com libretto em Aramaico
- Op.34 Canções de Mario Quintana para piano e voz
- Op.35 Anasazi - Musica de Ballet para quinteto para Clarinete, Trompa, Violino, Violoncello & Contrabaixo
- Op.36 Sonata para a mão esquerda para piano/mão esquerda solo
- Op.37 2 Valsas para piano
- Op.38 Prelúdios Excêntricos para piano
- Op.39 Quinteto de Metais para Trompete Piccolo, Trompete, Trompa, Trombone Baixo e Tuba
- Op.40 24 Pequenos Estudos para piano
- Op.41 Sonata para órgão
- Op.42 Transmutações Cíclicas - 7 Bagatelas para piano

OBRAS SEM NÚMERO DE OPUS
- 53 Ensaios para piano (1998-2000)
- Concerto para piano e orquestra (1999/2001)
- 3 Prelúdios [piano] (2001)
- Arabesque Amazônico para piano (2001)
- Dança dos Demônios para piano (2001-2)
- Fantasia para piano e orquestra (2002)
- 2 Valsas para piano (2002-3)
- Abertura para 'Édipo' para orquestra (2003)
- Uma Valsa Mefisto - Homenagem a Franz Liszt para piano (2003-4)
- Fantoches para piano (2004)
- Homenagem a K.Sorabji para piano (2007)
- 5 Variações sobre um tema de Beethoven para W.Prado para piano (2009-11)
- Prelúdios Excêntricos Sobre Fórmulas Químicas para piano (2012-13)
- 3 Prelúdios Excêntricos sobre o som do cometa 67P/C–G para piano (2014-15)

## Transcrições
Mais de 70 transcrições de obras de:
Isaac Albéniz, Johann Sebastian Bach, Ludwig van Beethoven, Hector Berlioz, Leonard Bernstein, Johannes Brahms, Dimitri Cervo, Frédéric Chopin, Maurice Duruflé, Arthur Honegger, Franz Liszt, Wolfgang Amadeus Mozart, Alberto Nepomuceno, Sergei Rachmaninoff, Maurice Ravel, Nikolai Rimsky-Korsakov, Camille Saint-Saens, Franz Schubert, Robert Schumann, Heinrich Schütz, Dimitri Shostakovich, Ígor Stravinsky, Piotr Ilitch Tchaikovsky, Heitor Villa-Lobos, Antonio Vivaldi e Richard Wagner

## Discografia
2011 - Artur Cimirro plays Stuart & Sons in Terra Australis

2016 - Karol Tausig (1841-1871) - Complete Original Piano Works (AP 0359) 

2016 - Aleksander Michałowski (1851-1938) - Piano Works 1 (AP 0365)

2016 - Géza Zichy (1849-1924) - Complete PIano Works (AP 0371)

2016 - Géza Zichy (1849-1924) - Complete Piano Transcriptions (AP 0372)
2017 - Tivadar Szántó (1877-1934) - Complete Piano Works 1 (AP 0386)
2017 - Tivadar Szántó (1877-1934) - Complete Piano Works 2 (AP 0387)
2017 - Artur Cimirro (1982-) - Piano Works 1 (AP 0400)
2017 - Józef Wieniawski (1837-1912) - Piano Works 4 (AP 0406)